# كليفتون ريان
كليفتون ريان (بالإنجليزية: Clifton Ryan)‏ هو لاعب كرة قدم أمريكية أمريكي، ولد في 18 فبراير 1984 في ساغيناو في الولايات المتحدة.

## وصلات خارجية
- كليفتون ريان على موقع مرجع كرة القدم المحترفة.كوم (الإنجليزية)